# Birgit Minichmayr
Birgit Minichmayr (ur. 3 kwietnia 1977 w Linzu) – austriacka aktorka filmowa, teatralna i telewizyjna.

## Życiorys
Nauki pobierała w Instytucie im. Maxa Reinhardta w Wiedniu. Debiutowała w wiedeńskim Burgtheater. W jej repertuarze znaleźć można role szekspirowskie.
W kinie debiutowała w roku 2000 w polsko-niemieckiej produkcji Pożegnanie. W tym samym roku otrzymała nagrodę Nestroy Prize dla młodego talentu. W 2004 wystąpiła w nominowanym do Oscara filmie Upadek (2004) Olivera Hirschbiegla, opowiadającym o ostatnich dniach życia Adolfa Hitlera. Później zagrała w filmie Pachnidło (2006) Toma Tykwera na podstawie powieści Patricka Süskinda. Za główną rolę w filmie Wszyscy inni (2009) Maren Ade otrzymała Srebrnego Niedźwiedzia dla najlepszej aktorki na 59. MFF w Berlinie.

## Filmografia

### Filmy fabularne
- 2009: Biała wstążka (Das weisse Band – Eine deutsche Kindergeschichte) jako Frieda
- 2009: Der Weibsteufel jako Seine Frau
- 2009: Wszyscy inni (Alle anderen) jako Gitti
- 2009: Kostucha (Der Knochenmann) jako Birgit
- 2008: Hanami – Kwiat wiśni (Kirschblüten – Hanami) jako Karolin Angermeier
- 2008: Daniel Käfer – Die Schattenuhr jako Schlömmer, Mirz
- 2007: Midsummer Madness jako Maja
- 2006: Pachnidło: Historia mordercy (Perfume: The Story of a Murderer) jako Matka Grenouille’a
- 2006: Arcyksiążę Rudolf (Kronprinz Rudolf) jako Mizzi Kaspar
- 2006: Fallen jako Brigitte
- 2005: Daniel Käfer – Die Villen der Frau Hürsch jako Schlömmer, Mirz
- 2005: Spiele Leben jako Tanja
- 2004: Upadek (Der Untergang) jako Gerda Christian
- 2004: Hotel jako Petra
- 2003: Liegen lernen jako Tina
- 2003: Polterabend jako Monika Scheidt
- 2001: Sztuka wyboru (Taking Sides) jako Emmi Straube
- 2001: Der Zerrissene jako Kathi
- 2001: Spiel im Morgengrauen jako Steffi
- 2000: Pożegnanie (Abschied – Brechts letzter Sommer) jako Barbara Brecht

### Seriale telewizyjne
- 2008: Polizeiruf 110 jako Aglaia
- 2001: Tatort jako Barbara Mühlbacher